# Bianor paulyi
Bianor paulyi is een spinnensoort in de taxonomische indeling van de springspinnen (Salticidae).
Het dier behoort tot het geslacht Bianor. De wetenschappelijke naam van de soort werd voor het eerst geldig gepubliceerd in 2009 door Dmitri Viktorovich Logunov.